# Rainer Westermann
Rainer Westermann (* 1. Mai 1950 in Wolfenbüttel) war von 1995 bis 2015 Professor für Psychologie an der Ernst-Moritz-Arndt-Universität Greifswald. Vom 1. Februar 2003 bis zum 31. Januar 2013 war er Rektor der Universität.

## Leben
Westermann legte 1969 sein Abitur am Theodor-Heuss-Gymnasium in Wolfenbüttel ab. Anschließend studierte er, ab 1970, Psychologie. Sein Vordiplom erhielt er 1972 an der Technischen Universität Braunschweig, sein Diplom 1976 an der Georg-August-Universität Göttingen. Er erhielt ein Promotions-Stipendium der Studienstiftung des deutschen Volkes und wurde 1979 an der Mathematisch-Naturwissenschaftlichen Fakultät der Universität Göttingen zum Dr. rer. nat. promoviert. Anschließend wurde er wissenschaftlicher Angestellter am Institut für Psychologie der Universität Göttingen. 1986 habilitierte er sich dort. Am 3. Juli 1992 wurde er zum Hochschuldozenten (C2) und Beamten auf Lebenszeit in Göttingen berufen. Zuvor hatte er einen Ruf an die Friedrich-Schiller-Universität Jena erhalten, welchen er später ablehnte. Allerdings war er bis 1993 als Vertretung auch in Jena tätig.
Im Oktober 1994 erhielt er einen Ruf auf die Gründungsprofessur für Allgemeine Psychologie I und Methodenlehre der Ernst-Moritz-Arndt-Universität in Greifswald. Ab dem Sommersemester 1995 war er als Vertretung in Greifswald tätig und ab dem 1. Oktober 1995 als ordentlicher Professor. Von 2000 bis 2003 war er dort Dekan der Philosophischen Fakultät und vom 1. Februar 2003 bis zum 31. Januar 2013 Rektor der Universität. Am 1. Oktober 2015 trat Westermann als Professor in den Ruhestand.

## Forschungsgebiete und Schriften
Rainer Westermann forscht und publiziert zu Wissenschaftsphilosophie, Experimental- und Evaluationsmentalmethodik, Handlungsregulation und Studienzufriedenheit. Eine Auswahl seiner wissenschaftlichen Veröffentlichungen:
- Methoden psychologischer Forschung und Evaluation: Grundlagen, Gütekriterien und Anwendungen. Kohlhammer-Verlag, 2017.
- Studienzufriedenheit. In: D.H. Rost: Handwörterbuch Pädagogische Psychologie. 4. Auflage. Beltz-Verlag, Weinheim, 2010, S. 829–836.
- (mit J. Krohn) Gütekriterien. In: H. Holling, B. Schmitz: Handbuch Statistik, Methoden und Evaluation. Hogrefe-Verlag, Göttingen 2010, S. 71–86.
- (mit M. Siemer) Aufstellung und Prüfung von Hypothesen. In: H. Holling: Grundlagen und statistische Methoden der Evaluationsforschung. Hogrefe-Verlag, Göttingen 2009, S. 163–206.
- Merkmale und Varianten von Evaluationen: Überblick und Klassifikation. In: Zeitschrift für Psychologie, 210, 2002, S. 4–26.
- Wissenschaftstheorie und Experimentalmethodik – Ein Lehrbuch zur Psychologischen Methodenlehre. Hogrefe-Verlag, Göttingen 2000.
- (mit K. Spies, E. Heise, S. Wollburg-Claar) Bewertung von Lehrveranstaltungen und Studienbedingungen durch Studierende: Theorieorientierte Entwicklung von Fragebögen. In: Empirische Pädagogik, 12, 1998, S. 133–166.
- (mit K. Spies, G. Stahl, F.W. Hesse) Relative effectiveness and validity of mood induction procedures: A meta-analysis. In: European Journal of Social Psychology, 26, 1996, S. 557–580.
- (mit E. Heise, K. Spies, U. Trautwein) Identifikation und Erfassung von Komponenten der Studienzufriedenheit. In: Psychologie in Erziehung und Unterricht, 43, 1996, S. 1–22.
- (mit E. Heise) Motivations- und Kognitionspsychologie: Einige intertheoretische Verbindungen. In: J. Kuhl, H. Heckhausen: Motivation, Volition und Handlung. Hogrefe-Verlag, Göttingen 1996, S. 275–327.
- (mit P. Gerjets) Induktion. In: T. Herrmann, W.H. Tack: Methodologische Grundlagen der Psychologie. Hogrefe-Verlag, Göttingen 1994, S. 428–471.
- Strukturalistische Theorienkonzeption und empirische Forschung in der Psychologie. Springer-Verlag, Berlin 1987.
- (mit W. Hager) Error probabilities in educational and psychological research. In: Journal of Educational Statistics, 11, 1986, S. 117–146.
- Interval-scale measurement of attitudes: Some theoretical conditions and empirical testing methods. In: British Journal of Mathematical and Statistical Psychology, 36, 1983, S. 228–239.
- Empirical test of scale type resulting from the power law of heaviness. In: Perceptual and Motor Skills, 55, 1982, S. 1167–1173.

## Hochschulpolitische Tätigkeit
In den ersten Jahren seiner Tätigkeit in Greifswald wurde Rainer Westermann zum Mitglied mehrerer Berufungskommissionen, des Rates der Philosophischen Fakultät und des Senats der Universität gewählt. Von 1999 bis 2000 war er Prodekan der Fakultät. Im Oktober 2000 wurde er zum Dekan gewählt, 2002 im Amt bestätigt.
Im Januar 2003 wurde er vom Konzil zum Rektor für eine vierjährige Amtszeit gewählt, im Oktober 2006 vom nunmehr zuständigen Erweiterten Senat für weitere sechs Jahre wiedergewählt.
Um die wiederholten Kürzungsauflagen des Landes seit Ende der 1990er Jahre zu bewältigen und die Leistungsfähigkeit der Universität zu sichern, hat Rektor Westermann „mit strategischem Blick, kommunikativem Geschick, aber auch energischen Entscheidungen den Weg der Universität an verantwortlicher Stelle bestimmt… Und sie ist damit gut gefahren.“ (Bildungsminister Mathias Brodkorb). Anfang 2005 hat er eine mit der Universität Rostock abgestimmte Fächer- und Stellenstruktur vorgeschlagen, die nach heftigen Diskussionen in modifizierter Form vom Universitätssenat unterstützt und in der Zielvereinbarung 2006 bis 2010 mit dem Land festgeschrieben wurde.
Im Jahr 2008 wurde eine Stabsstelle für Qualitätssicherung in Studium und Lehre (IQS) eingerichtet, die ein inzwischen akkreditiertes System zur Sicherung der Qualität von Studium und Lehre aufgebaut hat und hochschuldidaktische Fortbildungen betreut.
Unter Rektor Westermann wurde außerdem die bauliche Entwicklung der Universität für die nächsten Jahrzehnte geplant und abgesichert. Dazu gehören vor allem der Neubau der Universitätsklinik, der Mensa, mehrerer naturwissenschaftlicher Institute und der Hörsaal- und Bibliotheksgebäude für die Geisteswissenschaften sowie die Sanierung von Hauptgebäude, Altem Auditorium und mehreren ehemaligen Kliniken.
Im Jahr 2006 hat Westermann die Veranstaltungen zum 550. Jahrestag der Gründung und Eröffnung der Universität geleitet, auf denen sich die Universität mit dem gesamten Leistungsspektrum einer breiten nationalen und internationalen Öffentlichkeit präsentierte. Wichtige Veranstaltungen waren u. a. die Jahresversammlung 2006 der Hochschulrektorenkonferenz (HRK), der 67. Ordentliche Medizinische Fakultätentag (MFT) und die Ausstellung „Das Steinerne Antlitz der Alma Mater“. Höhepunkte des Jubiläumsjahres waren der Festakt im Dom und die anschließende Eröffnung der restaurierten Aula im Beisein von Königin Silvia von Schweden, Bundespräsident Horst Köhler, Ministerpräsident Harald Ringstorff und Ehrendoktor Berthold Beitz.
Seine Amtszeit lief bis zum 31. Januar 2013, zu seiner Nachfolgerin wurde im Oktober 2012 seine Fachkollegin Hannelore Weber gewählt.